# Тота Антонова
Тота Дончева, по съпруг Антонова, с псевдоними Евгений и Тодор е българска учителка и революционерка, деятелка на Върховния македоно-одрински комитет.

## Биография
Тота Дончева е родена в 1880 година в Карлово, който тогава е в Източна Румелия. В 1896 година завършва Пловдивската девическа гимназия и е назначена за учителка в Чепеларското начално училище. Тук с нея се свързва началникът на революционния пограничен пункт на ВМОК в града Вълчо Сарафов и я привлича към революционното дело. Дончева подпомага значително организационната дейност на Сарафов и става негова заместничка. Използва псевдонима „Евгений“. През лятото на 1900 година Тота Дончева извезва знамето на Родопския революционен район.
След убийството на Сарафов през януари 1901 година Дончева е временно натоварена от ВМОК с управлението на революционния пункт. С идването на новия ръководител Константин Антонов през февруари същата година тя става и негов помощник и член на околийския революционен комитет с псевдоним „Тодор“.
В края на октомври 1901 година, под предлог че е замесена в аферата „Мис Стоун“ и с чета е влизала в Османската империя, е преместена като учителка в Хвойна на мястото на Иван Талев, който я замества в Чепеларе. В началото на 1902 година, оправдана от окръжната училищна дисциплинарна комисия, се връща в Проглед и отново става секретар на революционния пограничен пункт, и когато през май Константин Антонов напуска „Проглед“, Тота Дончева отново оглавява пункта, но за революционна дейност е интернирана от властите в родния си град, а през септември назначена за учителка в Айтос.
В края на 1904 година Тота Дончева се омъжва за дългогодишния си сподвижник Константин Антонов и заминава с него за Скопие с мисия на Върховния комитет. След недоразумения с дейците на ВМОРО и преследвани от властите се връщат в България и се установяват в Стара Загора.
Умира на 8 октомври 1959 година в Стара Загора.